# Draco maculatus
Draco maculatus — вид плазунів, представник роду летючих драконів з родини Агамових. Має 3 підвиди. Інша назва «плямистий летючий дракон».

## Опис
Загальна довжина досягає 20 см. Колір спини коричневий з більш-менш чіткими чорними плямами, які рідко зливаються. У самців під час шлюбного сезону горло стає яскраво-жовтим або світло-синім. Шкіряні складки, вирости з боків зеленуватого, червонуватого, жовтуватого забарвлення. Звідси його інша назва. Голова невелика, морда витягнута. Ніздрі спрямовані назовні. У самців є дуже маленький гребінь на потилиці. Спинна луска гладенька або дуже слабко ребриста, з кожного боку спини тягнеться рядок великої тригранної кілеватої луски. Кінцівки досить довгі й сильно витягнуті. Хвіст досить довгий, складає більше половини загальної довжини. Є широкі шкіряні складки з боків, які підтримуються 5 сильно подовженими несправжніми ребрами, створюючи своєрідний планер.

## Спосіб життя
Як й усі летючі дракони Draco maculatus полюбляють ліси, густу рослинність. Здатні стрибати з дерева на дерево, використовуючи свій планер для маневрування. Ховається серед гілля. Харчується комахами, іншими дрібними безхребетними.
Це яйцекладна ящірка. Самиця відкладає 3-5 яєць.

## Розповсюдження
Мешкає у північно-східній Індії, М'янмі, Лаосі, В'єтнамі, Таїланді, західній Малайзії, південному Китаї.

## Підвиди
- Draco maculatus divergens
- Draco maculatus haasei
- Draco maculatus whiteheadi